# Olivier Martinez
Olivier Martinez (Párizs, 1966. január 12. –) César-díjas francia színész, modell.

## Élete és pályafutása
1966. január 12-én született Párizsban. Apja spanyol és marokkói származású ökölvívó, anyja francia titkárnő volt. Gyermekkorában ökölvívónak, később autószerelőnek készült. Végül véletlen folytán lett színész, egyik barátját kísérve egy meghallgatásra. Színi tanulmányait a francia Konzervatórium drámatagozatán végezte. Első filmfőszerepét az IP5 (1992) című filmben Yves Montand mellett játszotta, következő alakításáért az Ipi-apacs egy, kettő, három... című filmben Cézár-díjban (1993) részesült.

### Magánélete
Élettársa volt Juliette Binoche, Mira Sorvino (1999–2002) és Kylie Minogue (2003–2007).
2013-ban vette feleségül Halle Berryt, házasságuk 2016-ban ért véget. Egy fiuk született, Maceo Robert Martinez (2013).

## Filmográfia
- 2016.  Mars (Mars - Utunk a vörös bolygóra) (TV film)
- 2015.  Texas felemelkedése (TV film)
- 2013. Az orvosdoktor
- 2012. Sötét hullám
- 2012. Cybergeddon (TV film)
- 2007. Vér és csokoládé
- 2007. White Diamond
- 2004. Életeken át
- 2003. Tavasz Rómában (TV film)
- 2003. S.W.A.T. - Különleges kommandó
- 2002. Titkos rend
- 2002. A hűtlen
- 2000. Mielőtt leszáll az éj
- 2000. Bullfighter
- 1997. A Titanic szobalánya
- 1996. Az én pasim
- 1995. Huszár a tetőn
- 1993. Ipi-apacs egy, kettő, három...

## Díjak, elismerések
- Cézar-díj (1993)